# Saison 2008-2009 de l'OGC Nice
Chronologie
Saison précédente Saison suivante
La saison 2008-2009 de l'Olympique gymnaste club Nice Côte d'Azur voit le club évoluer en Ligue 1.
Les nicois réalisent un championnat "tranquille", ne quittant pratiquement pas la 8e place à partir du mois de décembre.

## Effectif

### Gardiens
| N° | Joueur         | Poste          | Naissance  | Nationalité | Sélections | Matchs joués | Titulaires | /     |
| 1  | David Ospina   | Gardien de but | 31-08-1988 | Colombie    | -          | 25           | 25         | 0 / 0 |
| 16 | Lionel Letizi  | Gardien de but | 28-05-1973 | France      | 4          | 13           | 13         | 1 / 0 |
| 30 | Jérémie Moreau | Gardien de but | 22-07-1980 | France      | -          | 0            | 0          | 0 / 0 |

### Défenseurs
| N° | Joueur           | Poste     | Naissance  | Nationalité | Sélections | Matchs joués | Titulaires | Buts | Passes | /      |
| 3  | Alaeddine Yahia  | Défenseur | 26-09-1981 | Tunisie     | 15         | 2            | 0          | 1    | 0      | 0 / 0  |
| 4  | Vincent Hognon   | Défenseur | 16-08-1974 | France      | -          | 17           | 16         | 1    | 0      | 3 / 0  |
| 5  | Cédric Kanté     | Défenseur | 06-07-1979 | Mali        | -          | 35           | 35         | 0    | 0      | 6 / 0  |
| 18 | Ismaël Gace      | Défenseur | 19-09-1986 | France      | -          | 2            | 0          | 0    | 0      | 0 / 0  |
| 24 | Gérald Cid       | Défenseur | 17-02-1983 | France      | -          | 20           | 10         | 0    | 1      | 4 / 1  |
| 25 | Onyekachi Apam   | Défenseur | 30-12-1985 | Nigeria     | 1          | 30           | 30         | 1    | 0      | 11 / 0 |
| 27 | Cyril Jeunechamp | Défenseur | 18-12-1975 | France      | -          | 13           | 0          | 0    | 0      | 4 / 0  |
| 28 | Patrick Barul    | Défenseur | 02-10-1977 | France      | -          | 0            | 0          | 0    | 0      | 0 / 0  |
| 33 | Adrien Faviana   | Défenseur | 22-27-1986 | France      | -          | 1            | 0          | 0    | 0      | 0 / 0  |
| ?? | Romain Soler     | Défenseur | 07-06-1989 | France      | -          | 0            | 0          | 0    | 0      | 0 / 0  |

### Milieux
| N° | Joueur                | Poste  | Naissance  | Nationalité   | Sélections | Matchs joués | Titulaires | Buts | Passes | /     |
| 6  | Olivier Echouafni     | Milieu | 13-09-1972 | France        | -          | 37           | 32         | 4    | 3      | 5 / 0 |
| 8  | David Hellebuyck      | Milieu | 12-05-1979 | France        | -          | 37           | 36         | 1    | 7      | 1 / 0 |
| 10 | Mahamane Traoré       | Milieu | 31-08-1988 | Mali          | -          | 22           | 13         | 3    | 0      | 1 / 0 |
| 13 | Julien Sablé          | Milieu | 11-09-1980 | France        | -          | 15           | 9          | 0    | 1      | 1 / 1 |
| 14 | Emerse Faé            | Milieu | 24-01-1984 | Côte d'Ivoire | -          | 32           | 32         | 3    | 1      | 8 / 0 |
| 15 | Kafoumba Coulibaly    | Milieu | 26-10-1985 | Côte d'Ivoire | -          | 13           | 7          | 0    | 0      | 2 / 0 |
| 19 | Nduka Morisson Ozokwo | Milieu | 25-12-1988 | Nigeria       | -          | 2            | 0          | 0    | 0      | 0 / 0 |
| 23 | Drissa Diakité        | Milieu | 18-02-1985 | Mali          | -          | 31           | 29         | 0    | 1      | 7 / 0 |
| 26 | Cyril Rool            | Milieu | 15-04-1975 | France        | -          | 20           | 20         | 0    | 0      | 9 / 1 |
| 29 | Enoch Adu             | Milieu | 14-09-1990 | Ghana         | -          | 0            | 0          | 0    | 0      | 0 / 0 |

### Attaquants
| N° | Joueur                    | Poste     | Naissance  | Nationalité | Sélections | Matchs joués | Titulaires | Buts | Passes | /     |
| 7  | Loïc Rémy                 | Attaquant | 02-01-1987 | France      | -          | 32           | 32         | 11   | 2      | 1 / 1 |
| 9  | Anthony Modeste           | Attaquant | 14-04-1988 | France      | -          | 22           | 6          | 2    | 0      | 1 / 0 |
| 11 | Eric Mouloungui           | Attaquant | 01-04-1984 | Gabon       | -          | 29           | 17         | 4    | 1      | 1 / 0 |
| 17 | Chaouki Ben Saada         | Attaquant | 01-07-1984 | Tunisie     | -          | 25           | 9          | 1    | 6      | 1 / 0 |
| 21 | Habib Bamogo              | Attaquant | 08-05-1982 | France      | -          | 34           | 30         | 7    | 0      | 6 / 0 |
| 22 | Adeílson Pereira de Mello | Attaquant | 07-10-1985 | Brésil      | -          | 10           | 2          | 0    | 0      | 0 / 1 |
| 28 | Abeiku Quansah            | Attaquant | 02-11-1990 | Ghana       | -          | 2            | 1          | 0    | 0      | 1 / 0 |

### Staff technique
| Entraîneur              | : Frédéric Antonetti             |
| Entraîneur adjoint      | : Jean-Marie De Zerbi            |
| Entraîneur des gardiens | : Bruno Valencony                |
| Préparateur physique    | : Nicolas Dyon                   |
| Kinés                   | : Philippe Boulon et Rémi Garcia |
| Médecin du club         | : Jean-Philippe Gilardi          |

### Dirigeants
| Président                            | : Maurice Cohen     |
| Directeur administratif et financier | : Eric Dellacasa    |
| Directeur sportif                    | : Roger Ricort      |
| Directeur commercial                 | : Frédéric Larue    |
| Directeur du développement           | : Éric Roy          |
| Directeur de la Communication        | : Virginie Rossetti |
| Directeur Merchandising              | : Frédéric Mattéi   |
| Directeur Organisation / Sécurité    | : André Bloch       |
| Responsable Billetterie              | : Olivier Renaudo   |

## Sponsors / Partenaires
- Sponsors maillots : 
  - Takara
  - Nàsuba Express
  - Ubaldi
  - Groupe Pizzorno
  - Communauté urbaine Nice Côte d'Azur
  - Minea

- Équipementier : 
  - Lotto

## Saison

### Matchs amicaux
| Date     | Adversaire      | Division | Lieu                    | Score | Buteurs de l'OGC Nice                          | Spectateurs |
| 11/07/08 | Sélection UNFP  |          | Vichy                   | 1-5   |                                                |             |
| 15/07/08 | ES Fréjus       | CFA      | Fréjus                  | 0-0   |                                                | 1 000       |
| 18/07/08 | Nîmes Olympique | Ligue 2  | Grasse                  | 4-0   | Rémy (3e), Traoré (60e, 80e pen), Ozokwo (73e) | 1 000       |
| 23/07/08 | GF38            | Ligue 1  | Saint-Jean-de-Maurienne | 2-1   | Modeste (22e), Rémy (43e)                      |             |
| 26/07/08 | ASSE            | Ligue 1  | Albertville             | 3-3   | Rémy (45e pen, 62e), Bamogo (71e pen)          | 2 000       |

### Ligue 1

#### Matchs
| Date          | Journée | Adversaire             | Lieu          | Score | Class. | Buteurs de l'OGCN                                       | Spectateurs |
| ------------- | ------- | ---------------------- | ------------- | ----- | ------ | ------------------------------------------------------- | ----------- |
| Matchs Aller  |         |                        |               |       |        |                                                         |             |
| 09/08/08      | 1       | Le Havre AC            | Le Havre      | 1-0   | 16     |                                                         | 12 370      |
| 16/08/08      | 2       | AS Nancy-Lorraine      | Nice          | 2-1   | 8      | Rémy (33e), Traoré (89e)                                | 11 693      |
| 24/08/08      | 3       | AJ Auxerre             | Auxerre       | 0-1   | 6      | Yahia (89e)                                             | 11 686      |
| 30/08/08      | 4       | Valenciennes FC        | Nice          | 2-0   | 4      | Bamogo (52e), Rémy (87e)                                | 10 154      |
| 13/09/08      | 5       | Olympique lyonnais     | Lyon          | 3-2   | 6      | Bamogo (3e), Rémy (20e)                                 | 35 925      |
| 20/09/08      | 6       | Le Mans UC             | Nice          | 2-2   | 5      | Faé (2e), Rémy (29e)                                    | 10 931      |
| 27/09/08      | 7       | Stade rennais          | Rennes        | 1-0   | 9      |                                                         | 19 776      |
| 04/10/08      | 8       | FC Sochaux             | Nice          | 1-1   | 10     | Echouafni (51e)                                         | 9 957       |
| 18/10/08      | 9       | AS Monaco              | Monaco        | 1-2   | 8      | Bamogo (9e), Faé (57e)                                  | 13 543      |
| 25/10/08      | 10      | Girondins de Bordeaux  | Nice          | 2-2   | 10     | Mouloungui (84e), Rémy (90e pen)                        | 12 612      |
| 29/10/08      | 11      | SM Caen                | Caen          | 1-1   | 10     | Rémy (85e pen)                                          | 18 724      |
| 01/11/08      | 12      | Paris SG               | Nice          | 1-0   | 7      | Mouloungui (39e)                                        | 12 438      |
| 08/11/08      | 13      | FC Lorient             | Lorient       | 0-1   | 5      | Echouafni (24e)                                         | 10 023      |
| 16/11/08      | 14      | FC Nantes              | Nice          | 2-1   | 4      | Bamogo (20e), Mouloungui (80e)                          | 11 753      |
| 22/11/08      | 15      | AS Saint-Étienne       | Saint-Étienne | 0-1   | 2      | Echouafni (20e)                                         | 23 009      |
| 06/12/08      | 16      | Olympique de Marseille | Marseille     | 2-1   | 6      | Bamogo (48e)                                            | 50 279      |
| 10/12/08      | 17      | Grenoble Foot          | Nice          | 0-0   | 3      |                                                         | 10 064      |
| 14/12/08      | 18      | Lille OSC              | Nice          | 0-1   | 8      |                                                         | 8 662       |
| 20/12/08      | 19      | Toulouse FC            | Toulouse      | 2-2   | 8      | Modeste (8e), Hognon (90e)                              | 20 988      |
| Matchs Retour |         |                        |               |       |        |                                                         |             |
| 17/02/09      | 20      | AS Nancy-Lorraine      | Nancy         | 1-2   | 7      | Traoré (49e), Hellebuyck (90e)                          | 17 257      |
| 17/01/09      | 21      | AJ Auxerre             | Nice          | 2-0   | 7      | Rémy (49e), Bamogo (90e)                                | 8 655       |
| 31/01/09      | 22      | Valenciennes FC        | Valenciennes  | 1-0   | 8      |                                                         | 11 036      |
| 08/02/09      | 23      | Olympique lyonnais     | Nice          | 1-3   | 8      | Apam (45e)                                              | 12 844      |
| 14/02/09      | 24      | Le Mans UC             | Le Mans       | 1-2   | 8      | Traoré (76e), Faé (89e)                                 | 8 015       |
| 21/02/09      | 25      | Stade rennais          | Nice          | 0-1   | 8      |                                                         | 9 718       |
| 28/02/09      | 26      | FC Sochaux             | Sochaux       | 1-0   | 8      |                                                         | 13 202      |
| 07/03/09      | 27      | AS Monaco              | Nice          | 0-0   | 8      |                                                         | 10 357      |
| 14/03/09      | 28      | Girondins de Bordeaux  | Bordeaux      | 2-1   | 8      | Bamogo (23e pen)                                        | 25 054      |
| 21/03/09      | 29      | SM Caen                | Nice          | 2-2   | 8      | Rémy (6e), Echouafni (89e)                              | 8 473       |
| 05/04/09      | 30      | Paris SG               | Paris         | 2-1   | 8      | Rémy (35e)                                              | 40 471      |
| 11/04/09      | 31      | FC Lorient             | Nice          | 2-0   | 8      | Rémy (58e, 60e)                                         | 8684        |
| 18/04/09      | 32      | FC Nantes              | Nantes        | 2-0   | 8      |                                                         | 21 040      |
| 26/04/09      | 33      | AS Saint-Étienne       | Nice          | 3-1   | 8      | Ben Saada (23e), Tavlarídis (44e csc), Mouloungui (73e) | 9 233       |
| 02/05/09      | 34      | Grenoble Foot          | Grenoble      | 0-0   | 8      |                                                         | 15 994      |
| 13/05/09      | 35      | Olympique de Marseille | Nice          | 0-2   | 9      |                                                         | 16 669      |
| 17/05/09      | 36      | Lille OSC              | Lille         | 1-1   | 9      | Modeste (34e)                                           | 16 909      |
| 23/05/09      | 37      | Toulouse FC            | Nice          | 0-2   | 9      |                                                         | 9 156       |
| 30/05/09      | 38      | Le Havre AC            | Nice          | 0-0   | 9      |                                                         | 9 367       |

#### Buteurs
- 11 buts
  - Loïc Rémy

- 7 buts
  - Habib Bamogo

- 4 buts
  - Olivier Echouafni
  - Eric Mouloungui

- 3 buts
  - Emerse Faé
  - Mahamane Traoré

- 2 buts
  - Anthony Modeste

- 1 but
  - Onyekachi Apam
  - Chaouki Ben Saada
  - David Hellebuyck
  - Vincent Hognon
  - Alaeddine Yahia

#### Passeurs
- 7 passes
  - David Hellebuyck

- 6 passes
  - Chaouki Ben Saada

- 3 passes
  - Olivier Echouafni

- 2 passes
  - Loïc Rémy

- 1 passe
  - Gérald Cid
  - Drissa Diakité
  - Emerse Faé
  - Eric Mouloungui
  - Julien Sablé

#### Cartons

##### Jaunes
- 11 cartons
  - Onyekachi Apam

- 9 cartons
  - Cyril Rool

- 8 cartons
  - Emerse Faé

- 7 cartons
  - Drissa Diakité

- 6 cartons
  - Habib Bamogo
  - Cédric Kanté

- 5 cartons
  - Olivier Echouafni
  - Cyril Jeunechamp

- 4 cartons
  - Gérald Cid

- 3 cartons
  - Vincent Hognon

- 2 cartons
  - Kafoumba Coulibaly

- 1 carton
  - Chaouki Ben Saada
  - David Hellebuyck
  - Lionel Letizi
  - Anthony Modeste
  - Eric Mouloungui
  - Abeiku Quansah
  - Loïc Rémy
  - Julien Sablé
  - Mahamane Traoré

##### Rouges
- 1 carton
  - Adeílson
  - Gérald Cid
  - Loïc Rémy
  - Cyril Rool
  - Julien Sablé

### Coupe de France
| Date       | Tour           | Adversaire | Lieu   | Résultat b.p. – b.c. | Buteurs pour l'OGC Nice                            | Affluence |
| ---------- | -------------- | ---------- | ------ | -------------------- | -------------------------------------------------- | --------- |
| 3 janvier  | 1/32 de finale | Arras FA   | Avion  | 3-1 ap               | Ben Saada (48e), Modeste (110e), Bamogo (113e pen) | 3 000     |
| 25 janvier | 1/16 de finale | AS Monaco  | Monaco | 0–1                  |                                                    | 8 569     |

### Coupe de la ligue
| Date              | Tour            | Adversaire  | Lieu             | Résultat b.p. – b.c. | Buteurs pour l'OGC Nice                          | Affluence |
| ----------------- | --------------- | ----------- | ---------------- | -------------------- | ------------------------------------------------ | --------- |
| 23 septembre 2008 | 1/16 de finale  | US Boulogne | Boulogne-sur-Mer | 3-1                  | Cid (40e) et Rémy (74e, 88e)                     | 6 128     |
| 11 novembre 2008  | 1/8 de finale   | Créteil     | Nice             | 3-0                  | Ben Saada (8e s.p.), Modeste (30e), Bamogo (47e) | 6 529     |
| 13 janvier 2009   | Quart de finale | Le Havre AC | Nice             | 1–0                  | Kanté (88e)                                      | 6 020     |
| 4 février 2009    | Demi-finale     | Vannes OC   | Nice             | 1–1 tab 3-4          | Ben Saada (88e)                                  | 11 357    |